# Майгашта (приток Каги)
Майгашта — река в России, протекает по Абзелиловскому району Республики Башкортостан.
Течёт по лесному массиву на достаточном отдалении от населённых пунктов. Устье реки находится в 69 км по левому берегу реки Кага. Длина реки составляет 11 км.

## Данные водного реестра
По данным государственного водного реестра России относится к Камскому бассейновому округу, водохозяйственный участок реки — Белая от водомерного поста Арский Камень до Юмагузинского гидроузла, речной подбассейн реки — Белая. Речной бассейн реки — Кама.
Код объекта в государственном водном реестре — 10010200212111100017157.